# Смирнов, Тимофей Егорович
Тимофей Егорович Смирнов (22 февраля 1896 год, деревня Тетевино, Смоленская губерния — 24 марта 1970 год, деревня Сосны, Любанский район, Минская область) — председатель колхоза имени Белорусского военного округа Любанского района Минской области, Белорусская ССР. Герой Социалистического Труда (1958).

## Биография
Родился в 1896 году в крестьянской семье в селе Тетевино Смоленской губернии. Получил начальное образование. В 1917 году вступил в ВКП(б). Участвовал в Первой мировой в звании унтер-офицера. С 1917 года командовал отрядом революционного полка имени Минского совета. С 1918 года служил в Красной Армии. Воевал на Восточном фронте и Южном фронтах. Получив ранение, демобилизовался с должности комиссара стрелкового полка 1-й Сибирской бригады.
С 1920 года — председатель Сырокоренско-Липецкого волисполкома и с 1925 года — председатель сельскохозяйственной коммуны в деревне Мозальцево Смоленской губернии.
В 1930 году окончил Высшую колхозную школу при Колхозцентре в Москве. С 1931 года на различных административных, партийных и хозяйственных должностях: директор Белорусской колхозной школы (1931—1932), парторг Смолевичской МТС (1932—1935), первый секретарь Копаткевичского райкома (1935—1937), директор Минской МТС (1937—1938). В 1939 году назначен директором совхоза имени 10 лет БССР Любанского района. С 1941 года участвовал в Великой Отечественной войне.
После демобилизации в звании подполковника возвратился в 1945 году в Белоруссию и с 1946 года продолжил руководить совхозом имени 10 лет БССР. В 1952 году избран председателем колхоза имени Белорусского военного округа Любанского района.
Указом Президиума Верховного Совета СССР от 18 января 1958 года за выдающиеся успехи, достигнутые в деле развития сельского хозяйства по производству зерна, картофеля, льна, мяса, молока и других продуктов сельского хозяйства, и внедрение в производство достижений науки и передового опыта удостоен звания Героя Социалистического Труда с вручением ордена Ленина и золотой медали «Серп и Молот».
Кандидат в члены ЦК КПБ (1954—1960). С 1960 года — председатель колхоза «Строитель» Любанского района.
В 1964 году вышел на пенсию.
Скончался в 1970 году в деревне Сосны Любанского района.

## Награды
- Орден Ленина — трижды
- Орден Отечественной войны 1 степени (14.05.1945)
- Орден Трудового Красного Знамени
- Медаль «За боевые заслуги»